# Лук Барщевского
Лук Барщевского (лат. Allium barsczewskii) — многолетнее травянистое растение, вид рода Лук (Allium) семейства Луковые (Alliaceae). 

## Этимология
Ботаник В. И. Липский назвал это растение в честь Льва Семёновича Барщевского —  геолога, этнографа, натуралиста,  исследователя культуры Средней Азии.

## Распространение и экология
В природе ареал вида охватывает Памиро-Алай и Тянь-Шань. Эндемик.
Произрастает на каменистых, реже мелкоземных склонах от нижнего до верхнего пояса гор.

## Ботаническое описание
Луковицы удлинённо-коничоские или яйцевидно-конические, толщиной 0,75—1,5 см, длиной 3—5 см, с бурыми сетчатыми оболочками, от одного до нескольких, прикреплены к косому корневищу. Стебель высотой 20—60 см, на треть одетый гладкими или шероховатыми влагалищами листьев.
Листья в числе 3—5, линейные, шириной 1—3 мм, желобчатые, гладкие или по краю шероховатые, короче стебля.
Зонтик пучковатый или пучковато-полушаровидный, обычно многоцветковый, густой/ Листочки колокольчатого околоцветника белые, бледно-розовые, розовые или розово-фиолетовые, длиной 7—14 мм, равные, реже наружные на четверть короче, линейно-ланцетные, ланцетные или продолговато-ланцетные, оттянутые, острые. Нити тычинок в полтора—два раза короче листочков околоцветника, на треть или на половину между собой и с околоцветником сросшиеся, цельные, наружные треугольно-шиловидные, внутренние треугольные; пыльники жёлтые. Столбик не выдается из околоцветника.
Коробочка в полтора—два раза короче околоцветника.

## Таксономия
Вид Лук Барщевского входит в род Лук (Allium) семейства Луковые (Alliaceae) порядка Спаржецветные (Asparagales).
|  |                                      |  |                                                             |                                                             |                   |  | ещё 24 семейства (согласно Системе APG II) | ещё 24 семейства (согласно Системе APG II) |                     |  |  |  | ещё более 870 видов |
|  |                                      |  |                                                             |                                                             |                   |  | ещё 24 семейства (согласно Системе APG II) | ещё 24 семейства (согласно Системе APG II) |                     |  |  |  | ещё более 870 видов |
|  |                                      |  |                                                             | порядок Спаржецветные                                       |                   |  |                                            |                                            | род Лук             |  |  |  |                     |
|  |                                      |  |                                                             | порядок Спаржецветные                                       |                   |  |                                            |                                            | род Лук             |  |  |  |                     |
|  | отдел Цветковые, или Покрытосеменные |  |                                                             |                                                             | семейство Луковые |  |                                            |                                            | вид Лук Барщевского |  |  |  |                     |
|  | отдел Цветковые, или Покрытосеменные |  |                                                             |                                                             | семейство Луковые |  |                                            |                                            |                     |  |  |  |                     |
|  |                                      |  | ещё 44 порядка цветковых растений (согласно Системе APG II) | ещё 44 порядка цветковых растений (согласно Системе APG II) |                   |  |                                            | ещё около 300 родов                        | ещё около 300 родов |  |  |  |                     |
|  |                                      |  |                                                             | ещё 44 порядка цветковых растений (согласно Системе APG II) |                   |  |                                            |                                            | ещё около 300 родов |  |  |  |                     |